# Confuciusornis dui
Confuciusornis dui  — викопний вид мезозойських птахів ряду Confuciusornithiformes. Вид названий на честь Ду Венг'я (Du Wengya) ,  власника колекції, де зберігається голотип.
Залишки Confuciusornis dui знайдені в ранньо-крейдовому геологічному формуванні Їсянь  в провінції Ляонін на північному сході Китаю. Голотип являє собою майже повний скелет з пір'ям.